# Colle del Nivolet
De Colle del Nivolet (Frans: Col du Nivolet) behoort met zijn 2612 meter tot de hogere geasfalteerde bergpassen van Europa. Hij ligt midden in het Nationaal park Gran Paradiso in de Alpen. De pashoogte ligt op de grens van de provincies Turijn en Aostadal. De Nivolet is alleen vanuit het zuiden berijdbaar, na de pashoogte kan men nog een paar kilometer doorrijden over het asfalt. De afdaling richting Pont in het Valsavarenche gaat verder over een steenslagweg waarvoor een verbod voor gemotoriseerd verkeer geldt.
De weg naar boven vanuit de Povlakte voert langs het stadje Cuorgnè. Daarna gaat de weg geleidelijk stijgend verder door het Locanadal. De echte klim volgt na het, aan het Lago di Ceresole, gelegen Ceresole Reale. Over een afstand van 16 km wordt een hoogteverschil van 1000 meter overwonnen.
Het landschap is in deze zone ongeschonden en erg ruw. In zuidelijke richting heeft men hier uitzicht op de berg Cima d'Oin en zijn gletsjer. 300 meter onder de pashoogte liggen twee stuwmeren; het één groen, het ander blauw. Een paar haarspeldbochten verder is de pas bereikt. Nét iets voor de daadwerkelijke pas is een fraai uitzichtspunt richting Ceresole.
Na de pashoogte voert de weg nog enkele kilometers verder op de vlakte van de Nivolet. Behalve meren tref je hier 2 berghutten aan. De vlakte is tevens een beginpunt van diverse wandeltochten.

## Afbeeldingen

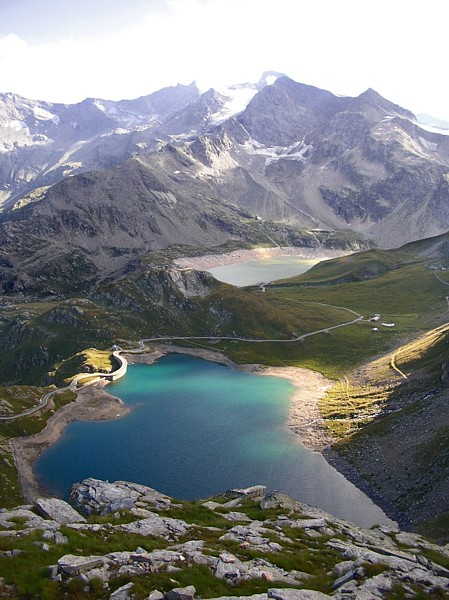
Stuwmeren

Agnello · Aprica · Assietta · Baremone · Brenner · Brocon · Cadibona · Capannelle · Campolongo · Costalunga · Croce Dominii · Cuvignone · Duran · Esischie · Falzarego · Fauniera · Fedaia · Finestre · Forcola di Livigno · Foscagno · Gardena · Gavia · Giau · Giogo di Bala · Grote Sint-Bernhard · Jaufen · Joux · Kleine Sint-Bernhard · Lavaze · Leonessa · Lombarda · Maddalena · Manghen · Maniva · Mendel · Montgenèvre · Mont-Cenis · Monte Cristo · Mortirolo · Nigra · Nivolet · Penser Joch · Platigliolepas · Pfitscherjoch · Plöcken · Pordoi · Pratoriscio · Predil · Presolana · Reschen · Rolle · Sampeyre · San Carlo · San Marco · San Pellegrino · San Zeno · Scale · Sella · Sestriere · Sommeiller · Splügen · Staller Sattel · Staulanza · Stelvio · Tenda · Timmelsjoch · Tonale · Tre Croci · Tremalzo · Umbrail · Val Bighera · Valcavera · Valles · Valparola · Via del Sale · Vivione · Würz